# Panamakummel
Panamakummel (Merluccius angustimanus) är en fiskart som beskrevs av Garman, 1899. Panamakummel ingår i släktet Merluccius och familjen kummelfiskar. IUCN kategoriserar arten globalt som livskraftig. Inga underarter finns listade i Catalogue of Life.